# Francisco Augusto Lora
Francisco Augusto Lora González (1910–1993) fue un ex Vicepresidente de la República Dominicana y candidato presidencial para el país en 1966, 1970, 1974 y 1978. Como vicepresidente, fue miembro del Partido Reformista (PR).
Lora es descendiente del francés Basilio Fondeur, hermano del coronel Furcy Fondeur.
Cuando Balaguer amenazó con abandonar el PR en 1970 y la campaña fuera de la organización, Augusto Lora fue efectivamente obligado a abandonar el partido y se convirtió en el líder y en última instancia, el candidato a un nuevo partido político, el Movimiento de Integración Democrática contra la reelección.